# 慕遜加柏體育會
慕遜加柏普鲁士體育會（德語：VfL Borussia Mönchengladbach）於1900年8月1日成立，是位於德國北莱茵-威斯特法伦萊茵河以西的门兴格拉德巴赫市的職業足球會，現時在德國甲組足球聯賽比賽。於1970年代的黃金時期堅持全攻型的戰術而廣受全德國球迷的歡迎，不過礙於球場容量細小及有限財力，難以長時期與財雄勢大的拜仁慕尼黑競爭。门兴格拉德巴赫在2004/2005賽季遷入可容53,000觀眾的普魯士公園球場。

## 球會歷史
門興格拉德巴赫足球會在1900年成立，足足等待了20年才奪得地區性的德國西部聯賽冠軍（West German Championship）。1960年門興格拉德巴赫在杜塞尔多夫以3:2擊敗，歷史性首次奪得全國性的德国足协杯冠軍。
自1965年進入後，由（Hennes Weisweiler）帶領的年青球隊開始踏入黃金時期，在70年代五奪聯賽冠軍、一屆德国杯冠軍、四次晉身決賽而兩奪冠軍，是首支奪得及唯一兩次奪冠的德國球隊。在1977年打入歐冠盃決賽對利物浦，不幸以1-3敗陣而回。
黃金時期在80年代初告終，球隊需要出售優秀球員以平衡財政收支，加以欠缺出色如韋斯偉拿和（Udo Lattek）般的教練，成功不可能再延續下去。自始以後，門興格拉德巴赫只曾在1995年再奪得德国足协杯冠軍，雖然仍擁有如（Toni Polster）等有素質的球員，但球隊難免在1999年球季降級乙組，在乙組兩年後才能重回的行列。
門興格拉德巴赫打出名堂的著名球員有：、（Jupp Heynckes）、（Allan Simonsen）、和等。
2004年11月2日曾帶領荷蘭晉身2004年歐洲國家盃四強及前領隊成為門興格拉德巴赫的新教練，但球隊演出反覆，最後一場1-1戰平後於2005年4月18日辭職，前门兴格拉德巴赫球員及德國國腳（Horst Köppel）暫時接掌餘下的五場聯賽。高普爾曾在奧地利及日本的球隊任教，及後回國在多特蒙德出任多個職位，在2004年返回母會出任預備隊教練，2005/06年赛季成為門興格拉德巴赫正式教練。隨著球隊遷入新球場，門票及周邊產品收入預計大幅增加，財政獲改善後有一番新作為。2005年12月1日艾爾巴因批評教練夏普爾而被球隊提前解除合約。
2007年门兴格拉德巴赫再一次降入乙级联赛，次年便以德乙冠军的身份再次返回甲级联赛。

## 主場球場

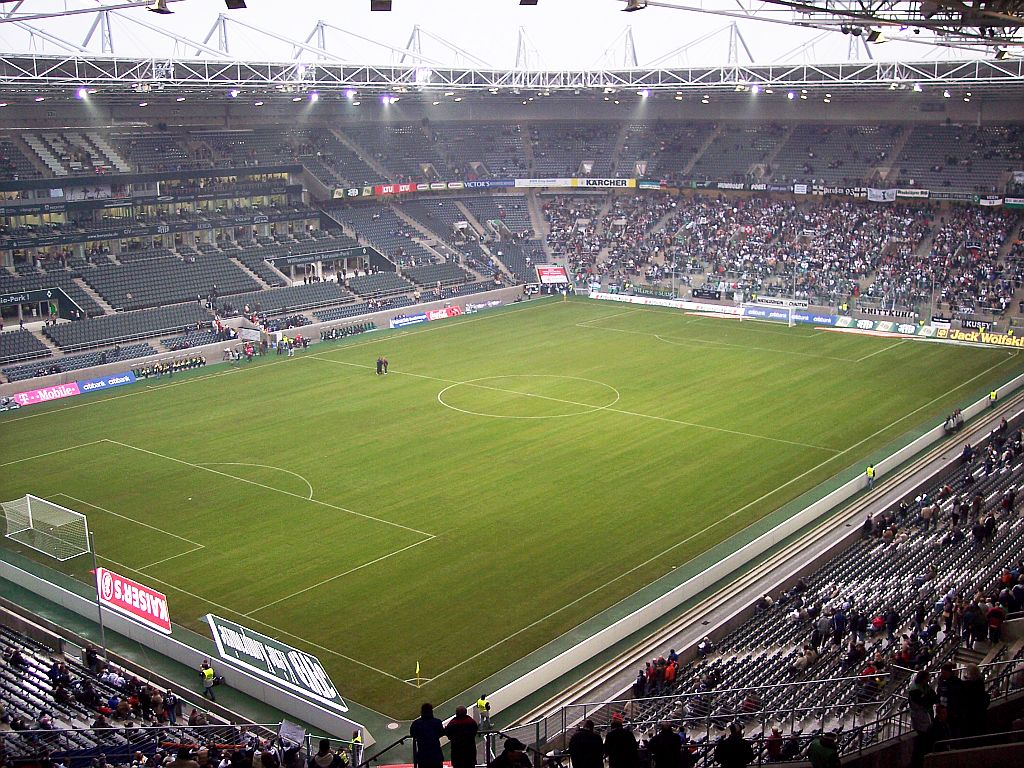
普魯士公園球場

普鲁士公园体育场（Borussia-Park）是門興格拉德巴赫的主場球場，在2004年7月30日揭幕取代容量較少（34,500）及不符合現代球場安全規格的保卡貝治球場。
普鲁士公园体育场佔地209,072平方米，耗資8,690萬歐元興建，可容納53,148名觀眾，其中15,648個為甚受歡迎的立席，當舉行國際比賽時，立席將改為臨時座席，全座席時的容量為45,600名觀眾。比賽草坪面積為111x72米，新球場包括球會精品店、門興格拉德巴赫博物館及貴賓酒廊等設施，五層行政大樓提供18,500平方米辦公面積，附設六個天然草坪及一個人造草坪約9公頃的練習場地
德國國家隊在2006年世界杯前最後一場熱身賽（2006年6月2日）預定在此進行，接著英國名歌星（Elton John）將舉行演唱會。

## 球會榮譽
- 德國甲組足球聯賽冠軍：1970年、1971年、1975年、1976年、1977年
- 德國乙組足球聯賽冠軍：2008年
- 德國西部足球聯賽冠軍：1920年
- 德國盃冠軍：1960年、1973年、1995年
- 歐洲足協盃冠軍：1975年、1979年

## 球員名單（2025/26）
1. 粗體字為新加盟球員（青年隊提升不計）。
2. 2025年夏季轉會窗（英语：List of German football transfers summer 2025）：6月1日至10日，6月16日至9月1日[1]。

### 現時效力
| 號碼  | 國籍       | 球員                              | 位置     | 年齡  | 加盟年份 | 加盟球會         | 轉會費      |
| 門 將 | 門 將      | 門 將                             | 門 將    | 門 將 | 門 將    | 門 將            | 門 將       |
| ----- | ---------- | --------------------------------- | -------- | ----- | -------- | ---------------- | ----------- |
| 1     | 瑞士       | （Jonas Omlin）                   | 門將     | 31    | 2023     | 蒙彼利埃         | 900萬歐元   |
| 21    | 德国       | （Tobias Sippel）                 | 門將     | 37    | 2015     | 凱沙羅頓         | 自由轉會    |
| 33    | 德国       | （Moritz Nicolas）                | 門將     | 27    | 2016     | 青年隊           | --          |
| 後 衛 |            |                                   |          |       |          |                  |             |
| 2     | 義大利     | （Fabio Chiarodia）               | 中堅     | 20    | 2023     | 雲達不萊梅       | 200萬歐元   |
| 4     | 印度尼西亚 | 凯文·迪克斯（Kevin Diks）         | 中堅     | 28    | 2025     | 哥本哈根         | 自由轉會    |
| 5     | 德国       | （Marvin Friedrich）              | 中堅     | 29    | 2022     | 柏林聯盟         | 550萬歐元   |
| 20    | 德国       | 卢卡·（Luca Netz）                | 左閘     | 22    | 2021     | 哈化柏林         | 400萬歐元   |
| 26    | 德国       | （Lukas Ullrich）                 | 左閘     | 21    | 2023     | 哈化柏林         | 自由轉會    |
| 29    | 美国       | （Joe Scally）                    | 右閘     | 22    | 2021     | 紐約城           | 180萬歐元   |
| 30    | 瑞士       | （Nico Elvedi）                   | 中堅     | 28    | 2015     | 蘇黎世           | 400萬歐元   |
| 中 場 |            |                                   |          |       |          |                  |             |
| 7     | 奥地利     | 凯文·施特格尔（Kevin Stöger）     | 進攻中場 | 31    | 2024     | 波鸿             | 自由轉會    |
| 8     | 德国       | （Julian Weigl）                  | 防守中場 | 29    | 2022     | 本菲卡           | 720萬歐元   |
| 10    | 德国       | （Florian Neuhaus）               | 正中場   | 28    | 2017     | 1860慕尼黑       | 自由轉會    |
| 16    | 德国       | 菲利普·桑德（Philipp Sander）     | 正中場   | 27    | 2024     | 基尔             | 100萬歐元   |
| 17    | 德国       | 延斯·卡斯特羅普（Jens Castrop）   | 正中場   | 22    | 2025     | 纽伦堡           | 450萬歐元   |
| 22    | 法國       | 奧斯卡·弗勞（Oscar Fraulo）       | 中場     | 21    | 2022     | 中日德兰         | 200萬歐元   |
| 27    | 德国       | （Rocco Reitz）                   | 正中場   | 23    | 2020     | 青年隊           | --          |
| 38    | 卢森堡     | （Yvandro Borges Sanches）        | 左翼     | 21    | 2022     | 青年隊           | --          |
| 前 鋒 |            |                                   |          |       |          |                  |             |
| 9     | 法國       | （Franck Honorat）                | 右翼     | 29    | 2023     | 比斯特           | 800萬歐元   |
| 11    | 德国       | （Tim Kleindienst）               | 中鋒     | 29    | 2024     | 海登海姆         | 700萬歐元   |
| 13    | 日本       | 福田师王（Shiō Fukuda）           | 中鋒     | 21    | 2024     | 青年隊           | --          |
| 14    | 法國       | （Alassane Plea）                 | 中鋒     | 32    | 2018     | 尼斯             | 2,300萬歐元 |
| 19    | 法國       | （Nathan Ngoumou）                | 右翼     | 25    | 2022     | 圖盧茲           | 800萬歐元   |
| 25    | 德国       | （Robin Hack）                    | 左翼     | 26    | 2023     | 比勒費爾德       | 110萬歐元   |
| 28    | 亞美尼亞   | （Grant-Leon Ranos）              | 中锋     | 22    | 2023     | 拜仁慕尼黑青年隊 | 自由轉會    |
| 31    | 捷克       | 托馬斯·施雲卡拉（Tomas Cvancara）         | 中鋒     | 25    | 2023     | 布拉格斯巴達     | 1,050萬歐元 |
| 34    | 德国       | 查尔斯·赫尔曼（Charles Herrmann） | 中鋒     | 19    | 2024     | 多特蒙德II       | 自由轉會    |

1. ↑  租借一季(22/23)後買斷

### 外借球員
| 號碼             | 國籍             | 球員               | 位置             | 年齡             | 加盟年份         | 外借球會         | 外借球季              |
| 2025年夏季轉會窗 | 2025年夏季轉會窗 | 2025年夏季轉會窗   | 2025年夏季轉會窗 | 2025年夏季轉會窗 | 2025年夏季轉會窗 | 2025年夏季轉會窗 | 2025年夏季轉會窗      |
| ---------------- | ---------------- | ------------------ | ---------------- | ---------------- | ---------------- | ---------------- | --------------------- |
| 41               | 德国             | （Jan Olschowsky） | 門將             | 24               | 2020             | 亚琛             | 24/25下半季 25/26球季 |

### 離隊球員
1. 『*』為先租出一季或半季後售出。

| 號碼             | 國籍             | 球員                 | 位置             | 年齡             | 加盟年份         | 加盟球會         | 轉會費           |
| 2025年夏季轉會窗 | 2025年夏季轉會窗 | 2025年夏季轉會窗     | 2025年夏季轉會窗 | 2025年夏季轉會窗 | 2025年夏季轉會窗 | 2025年夏季轉會窗 | 2025年夏季轉會窗 |
| ---------------- | ---------------- | -------------------- | ---------------- | ---------------- | ---------------- | ---------------- | ---------------- |
| 3                | 日本             | 板倉滉（Ko Itakura） | 中堅             | 28               | 2022             | 阿贾克斯         | 1,050萬歐元      |
| 17               | 法國             | （Manu Koné）        | 正中場           | 24               | 2021             | 羅馬             | 1,800萬歐元*     |
| 22               | 奥地利           | （Stefan Lainer）    | 右閘             | 32               | 2019             | 薩爾斯堡         | 自由轉會         |

## 著名球員
- （Oliver Bierhoff，1990）
- （Rainer Bonhof，1970-78）
- （Sebastian Deisler，1998-99）
- （Stefan Effenberg，1987-90、1994-98）
- （Jupp Heynckes，1963-67、1970-78）
- （Horst Köppel，1968-71、1973-79）
- （Lothar Matthäus，1979-84）
- （Martin Max，1989-95）
- （Günter Netzer，1963-73）
- （Uwe Rahn，1980-88）
- （Ulrich Stielike，1973-77）
- （Berti Vogts，1965-79）
- （Martin Dahlin，1991-97）
- （Mikael Forssell，2003）
- （Allan Simonsen，1972-79）
- （Marco Reus，2009-12）

## 外部連結
- 门兴格拉德巴赫官方网站 http://www.borussia.de （页面存档备份，存于）http://www.borussia.de/en/home,116282,0.html （页面存档备份，存于）